# Comuna Novoandriivka, Novhorodka
Novoandriivka (în ucraineană Новоандріївка) este o comună în raionul Novhorodka, regiunea Kirovohrad, Ucraina, formată din satele Berejînka, Novoandriivka (reședința), Perșe Travnea, Rîbciîne și Vesele.

## Demografie
Componența lingvistică a comunei Novoandriivka
     Ucraineană (94,88%)
     Rusă (2,91%)
     Belarusă (1,5%)
     Alte limbi (0,53%)
Conform recensământului din 2001, majoritatea populației comunei Novoandriivka era vorbitoare de ucraineană (94,88%), existând în minoritate și vorbitori de rusă (2,91%) și belarusă (1,5%).